# Tharybis fultoni
Tharybis fultoni is een eenoogkreeftjessoort uit de familie van de Tharybidae. De wetenschappelijke naam van de soort is voor het eerst geldig gepubliceerd in 1967 door Park.